# Шеперд, Шерри
Шерри Эвонн Шеперд (англ. Sherri Evonne Shepherd, род. 22 апреля 1967) — американская телеведущая, комедиантка, актриса, писательница, персона телевидения и певица. 

## Ранние годы
Наиболее известна, как ведущая популярного шоу «The View», за которое она получила премию «Эмми» в категории «Лучшая ведущая ток-шоу» в 2009 году. С 2010 года она также является ведущей игрового шоу «The Newlywed Game». Как актриса она известна по ролям в сериалах «Клава, давай!» (2002—2006), «30 потрясений» (2007—2011) и в недолгой собственной комедии «Шерри» (2009).
Имела характерные роли в фильмах «Сотовый» (2004), «Салон красоты» (2005), «Угадай, кто?» (2005), «Мадагаскар 2» (2008), «Мэдея в тюрьме» (2009), «Сокровище» (2009), «Большие мамочки: Сын как отец» (2011) и «Очень опасная штучка» (2012).
В разные годы была приглашенной звездой в эпизодах таких телесериалов как «Друзья», «Все любят Рэймонда», «Красавцы», «Красотки в Кливленде», «Как я встретил вашу маму» и ряде других.

## Личная жизнь
В 2001—2010 годы Шерри была замужем за комиком Джеффом Тарпли, от которого у неё есть сын — Джеффри Чарльз Тарпли-младший (род. 22.04.2005). Изначально, Шеперд ждала близнецов, но девочка умерла в утробе, и в итоге она родила только мальчика на 3 месяца раньше положенного срока.
С 13 августа 2011 года Шерри замужем во второй раз за телевизионным сценаристом Ламаром Салли, от которого у неё есть сын — Ламар Салли-младший (род. 05.08.2014). 12 мая 2014 года Шепард подала на развод. В июле 2014 года Салли обратилась в суд Лос-Анджелеса с ходатайством о полной юридической и физической опеке над ребёнком, ожидаемым через суррогатное материнство, родившимся в августе 2014 года. 21 апреля 2015 года суд штата Пенсильвания постановил, что Шепард является законным родителем ребёнка, рождённого от суррогатной матери.
У Шепард диабет 2 типа после многолетнего предиабета. Она неоднократно признавалась, что перенесла множество абортов.

## Фильмография
| Год  |    | Русское название                | Оригинальное название             | Роль в фильме "ДРУЗЬЯ" 2 СЕЗОН |
| ---- | -- | ------------------------------- | --------------------------------- | ------------------------------ |
| 2003 | ф  | Поли Шор мёртв                  | Pauly Shore Is Dead               |                                |
| 2004 | ф  | Сотовый                         | Cellular                          |                                |
| 2005 | ф  | Салон красоты                   | Beauty Shop                       | Айда                           |
| 2005 | ф  | Угадай, кто?                    | Guess Who                         |                                |
| 2007 | ф  | Кто твой Кэдди?                 | Who's Your Caddy?                 |                                |
| 2007 | мф | Мадагаскар 2                    | Madagascar: Escape 2 Africa       | Флори (мать Алекса)            |
| 2009 | ф  | Мэдея в тюрьме                  | Madea Goes to Jail                |                                |
| 2009 | ф  | Сокровище                       | Precious                          | Корнроуз                       |
| 2011 | ф  | Большие мамочки: Сын как отец   | Big Mommas: Like Father, Like Son | Бэверли Таунсенд               |
| 2012 | ф  | Очень опасная штучка            | One for the Money                 | Лула                           |
| 2012 | ф  | Похищенная: История Карлины Уай | Abducted: The Carlina White Story | Джой                           |
| 2012 | ф  | Думай как мужчина               | Think Like a Man                  | Вики                           |
| 2014 | ф  | Пятёрка лидеров                 | Top Five                          | Ванесса                        |
| 2015 | ф  | Вудлон                          | Woodlawn                          |                                |
| 2016 | ф  | Миссия в Майами                 | Ride Along 2                      | Кори                           |